# ستيف لانغ
ستيف لانغ هو موسيقي كندي، ولد في 24 مارس 1949 في مونتريال في كندا، وتوفي في 4 فبراير 2017 بسبب مرض باركنسون.

## وصلات خارجية
- ستيف لانغ على موقع ميوزك برينز (الإنجليزية)
- ستيف لانغ على موقع أول ميوزيك (الإنجليزية)
- ستيف لانغ على موقع ديسكوغز (الإنجليزية)